# Spiophanes fimbriata
Spiophanes fimbriata är en ringmaskart som beskrevs av Moore 1923. Spiophanes fimbriata ingår i släktet Spiophanes och familjen Spionidae. Inga underarter finns listade i Catalogue of Life.